# Königlich Bayerisches 5. Chevaulegers-Regiment „Erzherzog Friedrich von Österreich“
Das 5. Chevaulegers-Regiment „Erzherzog Friedrich von Österreich“ war ein Kavallerieverband der Bayerischen Armee.

## Geschichte
Der Verband wurde am 6. Dezember 1775 durch Dekret des Kurfürsten von der Pfalz und späteren Kurfürsten von Bayern Karl Theodor errichtet und am 1. April 1776 in Kreuznach als Dragoner-Regiment „Leiningen“  der kurpfälzischen Armee aufgestellt. Es bildete sich aus drei Kompanien Leib-Dragoner, zwei Kompanien Pfalzgraf-Max-Reiter sowie drei neu zusammengestellten Kompanien. Am 1. August 1788 in ein Chevaulegersregiment umgewandelt, führte es in der Folgezeit verschiedene Nummern. Vom 1. Januar 1790 bis 26. Februar 1799 die Nr. 1, anschließend bis 26. März 1804 die Nr. 4, ab 27. März 1804 die Nr. 3 und schließlich ab 29. April 1811 die Nr. 5.
Letzter Friedensstandort vor Ausbruch des Ersten Weltkriegs war Saargemünd.

### Schleswig-Holsteinische Erhebung 1848–1851
Das Regiment nahm in den Herzogtümern Schleswig und Holstein an den Kämpfen gegen Dänemark am 13. Mai 1849 bei Nim und am 4. Juli 1849 bei Viborg teil.

### Deutscher Krieg
Im Krieg gegen Preußen 1866 kämpften die Chevaulegers in der Schlacht bei Kissingen. Dort kam es zu einem folgenschweren Ereignis als das Regiment als Teil der 4. Kavalleriedivision des Fürsten Taxis bei Gersfeld in der Nacht vom 4. auf den 5. Juli in panischer Angst vor den preußischen Husaren flüchtete, weshalb sich der Regimentskommandeur, Oberst Carl Freiherr von Pechmann († 7. Juli 1866), erschoss, weil er die Schande nicht ertragen konnte.

### Deutsch-Französischer Krieg
Während des Deutsch-Französischen Krieges kam das Regiment in den Schlachten bei Weißenburg, Wörth und Sedan sowie der Einschließung und Belagerung von Paris zum Einsatz.

### Verbleib
Nach Ende des Ersten Weltkriegs kehrten die Reste des Regiments in die Heimat zurück, wo der Verband zunächst demobilisiert und 1920 schließlich aufgelöst wurde.
Die Tradition übernahm in der Reichswehr durch Erlass des Chefs der Heeresleitung General der Infanterie Hans von Seeckt vom 24. August 1921 die Ausbildungs-Eskadron des 17. (Bayerisches) Reiter-Regiments in Bamberg. In der Wehrmacht führte das I. Bataillon des Panzerregiments 4 in Schweinfurt, ab März 1938 in Wiener Neustadt, sie fort.

## Regimentsinhaber
| Dienstgrad      | Name                                                | Datum                                         |
| --------------- | --------------------------------------------------- | --------------------------------------------- |
| Generalleutnant | Karl Friedrich Wilhelm Graf zu Leiningen-Hardenberg | 30. Dezember 1775 bis 1. Juli 1785            |
|                 | Emich Carl zu Leiningen                             | 02. Juli 1785 bis 4. Juli 1814                |
|                 | Maximilian Prinz von Bayern                         | 17. April 1816 bis 23. November 1825          |
|                 | Maximilian Kronprinz von Bayern                     | 28. November 1833 bis 8. September 1835       |
| Generalmajor    | Karl zu Leiningen                                   | 09. September 1835 bis 13. November 1856      |
|                 | Otto von Bayern                                     | 28. April 1867 bis 13. Juni 1886              |
|                 | Albrecht von Österreich-Teschen                     | 04. Juli 1886 bis 18. Februar 1895            |
|                 | Friedrich von Österreich-Teschen                    | 05. Juli 1909 bis zur Auflösung des Regiments |

## Kommandeure
Bis 1872 führten die Kommandeure die Bezeichnung Oberstkommandant.
| Dienstgrad                  | Name                                       | Datum                                  |
| --------------------------- | ------------------------------------------ | -------------------------------------- |
|                             | Christoph von Hauzenberg                   | 06. Dezember 1775 bis 26. Januar 1782  |
|                             | Johann Christian von Albada                | 28. Januar 1782 bis 10. Februar 1787   |
|                             | Karl von Meldemann                         | 10. Februar 1787 bis 8. Dezember 1788  |
|                             | Ferdinand von Monceau                      | 08. Dezember 1788 bis 13. Januar 1789  |
|                             | Ludwig zu Hohenlohe-Bartenstein            | 13. Januar 1789 bis 1. Mai 1792        |
|                             | Franz von Zandt                            | 01. Mai 1792 bis 1. November 1799      |
|                             | Friedrich von Zandt                        | 01. November 1799 bis 23. April 1807   |
|                             | Friedrich von Lichtenau                    | 23. April 1807 bis 29. Oktober 1809    |
|                             | Johann Nepomuk von Viereck                 | 29. Oktober 1809 bis 15. April 1812    |
|                             | Christian von Raßler                       | 15. April 1812 bis Ende 1812           |
|                             | Anton von Kirschbaum                       | 06. März 1813 bis 11. Februar 1824     |
|                             | Wilhelm von Waldenfels                     | 11. Februar 1824 bis 24. Februar 1825  |
|                             | Albert von Pappenheim                      | 24. Februar 1825 bis 21. August 1827   |
|                             | Georg von Mölter                           | 21. August 1827 bis 29. August 1837    |
|                             | Franz von Podewils                         | 29. August 1837 bis 30. Juni 1838      |
|                             | Franz von Hetzendorf                       | 30. Juni 1838 bis 10. September 1840   |
|                             | Heinrich von Brackel                       | 10. September 1840 bis 6. März 1848    |
|                             | Thomas von Stetten                         | 06. bis 31. März 1848                  |
|                             | Carl von Hailbronner                       | 31. März 1848 bis 14. November 1849    |
|                             | Georg Jordan                               | 14. November 1849 bis 31. März 1855    |
|                             | Eberhard Ritter von Jenisch                | 31. März 1855 bis 28. November 1860    |
|                             | Camil von Egloffstein                      | 28. November 1860 bis 29. Mai 1864     |
|                             | Carl von Pechmann                          | 29. Mai 1864 bis 7. Juli 1866          |
|                             | Friedrich Himmelstoß                       | 07. Juli bis 16. August 1866           |
| Oberstleutnant/Oberst       | Karl von Weinrich                          | 17. August 1866 bis 1. Mai 1873        |
|                             | Maximilian von Egloffstein                 | 24. Mai 1873 bis 4. Oktober 1874       |
|                             | Maximilian von Sazenhofen                  | 04. Oktober 1874 bis 6. März 1880      |
| Major/Oberstleutnant        | Franz von Tattenbach                       | 06. März 1880 bis 24. Oktober 1882     |
|                             | Hermann von Hartmann                       | 24. Oktober 1882 bis 11. Dezember 1888 |
|                             | Alexander Ritter von Dotzauer              | 11. Dezember 1888 bis 14. Juli 1891    |
|                             | Christian von Schmaltz                     | 14. Juli 1891 bis 23. Mai 1895         |
|                             | Friedrich Killinger                        | 23. Mai 1895 bis 20. Juni 1899         |
|                             | Kajetan Thompson                           | 20. Juni bis 27. September 1899        |
| Major/Oberstleutnant/Oberst | Konstantin von Gebsattel                   | 27. September 1899 bis 1903            |
|                             | Emil Buxbaum                               | 1903 bis 27. Oktober 1906              |
|                             | Ernst Ritter von Schrott                   | 27. Oktober 1906 bis 29. April 1909    |
| Oberstleutnant/Oberst       | Franz von Leonrod                          | 29. April 1909 bis 6. Februar 1913     |
| Oberstleutnant/Oberst       | Franz Ritter und Edler von Schultes        | 06. Februar 1913 bis 24. Oktober 1915  |
| Major                       | Friedrich Freiherr Loeffelholz von Colberg | 24. Oktober 1915 bis Kriegsende        |

## Regimentsmusik
- Präsentiermarsch und Parademarsch im Schritt: „Der Kriegszustand“ von Wilhelm Meyer
- Parademarsch im Trab: „Trabmarsch“ von Andreas Hager
- Parademarsch im Galopp: „Galoppmarsch“ von Friedrich Hünn